# Шабла
Шабла (буг. Шабла, рум. Șabla) град је у Републици Бугарској, у крајње североисточном делу земље, седиште истоимене општине Шабла у оквиру Добричке области.
Шабла је летовалиште на бугарској обали Црног мора.

## Географија
Положај: Шабла се налази у крајње североисточном делу Бугарске, близу државне границе са Румунијом — 18 km северно од града. Од престонице Софије град је удаљен 520 km источно, а од обласног средишта, Добрича град је удаљен 70 km источно.
Рељеф: Област Шабле се налази на бугарској обали Црног мора. Градско приобаље чини низ плажа, изнад којих се стрмо издиже брежуљкаста област средишње Добруџе. Град је стога на платоу на пар километара од мора, на приближно 25 m надморске висине.
Клима: Клима у Шабли је измењено континентална клима са утицајем мора.
Воде: Шабла је смештена на платоу изнад Црног мора.

## Историја
Област Шабле је првобитно било насељено Трачанима, а после њих овом облашћу владају стари Рим и Византија. Јужни Словени ово подручеје насељавају у 7. веку. Од 9. века до 1373. године област је била у саставу средњовековне Бугарске.
Крајем 14. века област Шабле је пала под власт Османлија, који владају облашћу 5 векова.
Године 1885. град је постао део савремене бугарске државе. Насеље постоје убрзо средиште окупљања за села у околини, са више јавних установа и трговиштем. Између два светска рата Шабла је била у саставу Румуније.

## Становништво
По проценама из 2010. године Шабла је имала око 3.600 становника. Огромна већина градског становништва су етнички Бугари. Остатак су махом Роми. Последњих година град расте због положаја на мору и бугарској ривијери.
Претежан вероисповест месног становништва је православље.

## Галерија
- Градска Црква св. Харлампија
- Плажа поред Шабле